# Intersecció

Exemple gràfic, l'àrea lila representa la intersecció de A i B.

La intersecció és una operació entre conjunts. Aquesta operació crea el conjunt, anomenat conjunt intersecció, format pels elements que pertanyen a la vegada a tots els conjunts que s'intersequen. S'expressa amb el símbol {\displaystyle \cap }.
Per exemple:
Donat {\displaystyle A=\{a,e,i,s\}} i {\displaystyle B=\{a,e,f,h\}}, si definim {\displaystyle C=A\cap B}, llavors {\displaystyle C=\{a,e\}}. {\displaystyle C=A\cap B} es llegeix: el conjunt C és igual a la intersecció dels conjunts A i B. També es pot llegir: C és el conjunt intersecció dels conjunts A i B.

## Propietats de la intersecció

### Propietat idempotent
Quan intersequem un conjunt amb si mateix, el conjunt intersecció és el mateix conjunt.
{\displaystyle A\cap A=A}

### Propietat commutativa
El conjunt intersecció resultant és indiferent a l'ordre amb què s'intersequen els conjunts.
{\displaystyle A\cap B=B\cap A}

### Propietat associativa
El conjunt intersecció resultant quan intersequem més de dos conjunts, és indiferent a la jerarquia amb què es facin les interseccions.
{\displaystyle A\cap B\cap C=(A\cap B)\cap C=A\cap (B\cap C)}

### Intersecció de subconjunts
Si intersequem un conjunt A amb un subconjunt B, el conjunt intersecció és B.
Si tenim els conjunts A i B tal que {\displaystyle A\supset B} (A inclou B), llavors {\displaystyle A\cap B=B}

## Relacions entre la unió i la intersecció: propietat distributiva
La unió i la intersecció es poden relacionar mitjançant la propietat distributiva. Existeixen dues possibles versions d'aquesta propietat.
- La unió d'un conjunt amb un conjunt intersecció és igual a unir el primer conjunt amb els diferents conjunts que formen el conjunt intersecció, i fer la intersecció entre tots els conjunts unió resultants. És molt més entenedor escrit simbòlicament:

{\displaystyle A\cup (B\cap C\cap D...)=(A\cup B)\cap (A\cup C)\cap (A\cup D)} ...
- També es pot aplicar aquesta propietat intercanviant les interseccions i les unions:

{\displaystyle A\cap (B\cup C\cup D...)=(A\cap B)\cup (A\cap C)\cup (A\cap D)} ...